# لوکاو
لوکاو (به آلمانی: Luckau) یک شهر در آلمان است که در نیدرزاکسن واقع شده‌است.

## خصوصیات
لوکاو ۲۲٫۱۸ کیلومترمربع مساحت دارد ۲۲ متر بالاتر از سطح دریا واقع شده‌است.